# Someday or One Day (歌曲)
〈Someday or One Day〉是臺灣創作歌手孫盛希演唱的歌曲，為電視劇《想見你》之片頭曲，由滾石唱片於2019年9月27日在各大數位音樂平台上線，2020年5月6日收錄於實體原聲帶正式發行。2022年作為電影《想見你》之插曲。

## 背景
〈Someday or One Day〉是由曾獲得第30屆金曲獎最佳國語專輯獎的孫盛希為電視劇《想見你》量身打造之歌曲，由孫盛希作曲、美國女歌手克麗絲叮填寫英文詞。歌名為該劇集之英文片名，Someday代表「未來某一天」，One Day則是「現在或是過去的某一天」，與劇集的穿越元素相當符合。該曲是孫盛希想著家人和想見的人所創作的歌曲，以簡單流暢的旋律線、搭配木吉他編曲，在輕快溫暖的旋律中帶有幾分悲傷的情懷。她表示首先看到劇本，揣摩女主角的心境，腦海裡有了畫面，想著男女主角搬進新家、女生從夢中醒來，回到已經沒有他的現實，她在那情緒裡感受、擴大那情緒，自然的彈出和弦、唱出旋律。

## 現場演唱
2020年4月15日，孫盛希於TME Live舉辦之「想見你就見你」線上音樂會首次現場演唱該曲。同年8月16日，孫盛希於「2020臺南夏日音樂節－將軍吼演唱會」首次在大型演唱會演唱該曲。8月25日，孫盛希於「花蓮夏戀嘉年華」演唱該曲。

## 製作團隊
註：參見影片下方說明文字之人員名單。
- 蔡侑良 — 編曲、木吉他、電吉他、木吉他編寫
- 孫盛希 — 木吉他編寫、合聲、合聲編寫
- 錢威良 — 鋼琴、弦樂編寫
- 柯遵毓 — 貝斯
- 江尚謙 — 鼓
- 蔡曜宇 — 小提琴
- 劉涵（隱分子） — 大提琴
- 葉育軒 — 人聲、貝斯、弦樂錄音師
- BB Road Studio — 人聲、貝斯、弦樂錄音室
- 錢緯安 — 鼓組錄音師
- 112F Studio — 鼓組錄音室
- 黃文萱 — 混音師
- Purring Sound Studio — 混音錄音室

## 榜單成績
| 榜單               | 最高名次 | 最高名次 | 備註        |
| 榜單               | 日榜     | 週榜     | 備註        |
| ------------------ | -------- | -------- | ----------- |
| KKBOX 西洋新歌榜單 | 25       | 31       | [ 6 ] [ 7 ] |
| KKBOX 西洋單曲榜單 | 1        | 1        | [ 8 ] [ 9 ] |

## 獎項
| 年份   | 單位         | 獎項         | 結果 | 參     |
| ------ | ------------ | ------------ | ---- | ------ |
| 2021年 | 亞洲電視大獎 | 最佳主題曲獎 | 獲獎 | [ 10 ] |